# Mount Ochre
Mount Ochre (englisch für Ockerberg) ist ein teilweise erodierter Vulkankrater auf Black Island im antarktischen Ross-Archipel. Er ragt 5 km östlich des Mount Aurora auf.
Teilnehmer einer von 1958 bis 1959 durchgeführten Kampagne im Rahmen der New Zealand Geological Survey Antarctic Expedition benannten ihn nach der ockerfarbenen Wurfschlacke an den oberen Hängen des Kraters.